# Joaquim Marcelino da Silva Lima
Joaquim Marcellino da Silva Lima, 1.º barão com grandeza de Itapemirim (São Paulo SP, 12 de dezembro de 1781 — Itapemirim ES, 18 de dezembro de 1860) foi um fazendeiro e político brasileiro.
Filho de Joaquim José da Silva e de Ana Fernandes, casado em primeiras núpcias com Francisca Amaral e Silva e depois com Leocádia Tavares Brum da Silva. Foi sogro do segundo barão de Itapemirim e pai do terceiro barão de Itapemirim
Mudou-se de São Paulo para o Espírito Santo, em 1802, residindo inicialmente em Benevente, onde foi proprietário da fazenda Três Barras, de cana de açúcar, concedida por sesmaria. Depois de casado mudou-se para Itapemirim, sempre no Espírito Santo. 
Foi proprietário de diversas fazendas produtoras de cana-de-açúcar e de café no Espírito Santo, entre elas a Fazenda Santo Antônio de Muqui, em Itapemirim, cuja sede lembrava um castelo. Era acusado por alguns de ser o ser o principal protetor dos traficantes de escravos do Espírito Santo.
Foi deputado provincial em 4 mandatos e presidente da Assembleia provincial em 1853, também presidente da província do Espírito Santo, de 2 a 9 de agosto de 1849 e de 1 de agosto de 1853 a 4 de fevereiro de 1854.
Foi comendador da Imperial Ordem de Cristo e da Imperial Ordem da Rosa.